# Religioni a Cuba
Il cristianesimo è la religione più diffusa a Cuba. Secondo stime del Pew Research Center riferite al 2010, i cristiani rappresentano circa il 59% della popolazione; il 17,5% della popolazione segue le religioni afroamericane, il 23% della popolazione non segue alcuna religione e lo 0,5% della popolazione segue altre religioni. Stime dell'Association of Religion Data Archives (ARDA) riferite al 2015 differiscono di poco, confermando i cristiani al 59% della popolazione, stimando coloro che non seguono alcuna religione al 21,5% circa della popolazione e inserendo una percentuale che segue i nuovi movimenti religiosi pari a circa l'1,5% della popolazione. Secondo le Chiese cristiane, i cristiani di Cuba sono circa il 65% della popolazione; bisogna tuttavia considerare che una parte della popolazione pratica il cristianesimo contemporamente alle religioni afroamericane.
La costituzione di Cuba è stata emendata nel 1992 con l'abolizione dell'ateismo di Stato e oggi riconosce la libertà religiosa e proibisce le discriminazioni religiose, ma le attività religiose sono controllate. Le organizzazioni religiose devono registrarsi con il Ministero della Giustizia; l'attività svolta da organizzazioni non registrate è illegale. Le organizzazioni religiose registrate sono controllate dall'Ufficio per gli Affari Religiosi (controllato dal Partito Comunista di Cuba), a cui è necessario chiedere il permesso per le attività che esulano dal culto religioso ordinario, come l'organizzazione di convegni, l'importazione di pubblicazioni religiose e l'invito di religiosi stranieri. È necessario il permesso non solo per la costruzione o l'acquisto di luoghi di culto, ma anche per la loro riparazione. La legge regola anche l'attività anche delle cosiddette “chiese domestiche”, cioè delle residenze private adibite a luoghi di culto, che devono avere un'autorizzazione preventiva. Nelle scuole pubbliche l'insegnamento della religione è permesso, ma è sottoposto a controllo; l'insegnamento della religione nelle abitazioni private è vietato.

## Religioni presenti

### Cristianesimo
La maggioranza dei cristiani cubani sono cattolici. Secondo le stime del Pew Research Center, i cattolici sono circa il 51,5% della popolazione; i protestanti rappresentano circa il 5,5% della popolazione e gli ortodossi circa lo 0,5% della popolazione mentre i cristiani di altre denominazioni sono il restante 1,5% circa della popolazione. Secondo le Chiese cristiane, il numero dei cristiani cubani è più elevato: per la Chiesa cattolica, i cattolici rappresenterebbero il 60% della popolazione cubana, mentre per le Chiese protestanti il numero di fedeli protestanti rappresenterebbe circa il 5% della popolazione.
La Chiesa cattolica è presente a Cuba con 3 sedi metropolitane e 8 diocesi suffraganee. 
Il maggior gruppo protestante presente a Cuba è costituito dai pentecostali (rappresentati principalmente dalle Assemblee di Dio), mentre al secondo posto si trovano i battisti; sono inoltre presenti i metodisti, gli avventisti del settimo giorno, i presbiteriani e gli anglicani.
La Chiesa ortodossa è presente a Cuba con la Chiesa greco-ortodossa e la Chiesa ortodossa russa.
Fra i cristiani di altre denominazioni, sono presenti i Testimoni di Geova e la Chiesa di Gesù Cristo dei Santi degli Ultimi Giorni (i Mormoni). 

### Religioni afroamericane
Fra le religioni afroamericane praticate a Cuba vi sono la santeria e la religione Palo. 

### Altre religioni
A Cuba sono presenti piccoli gruppi che seguono l'ebraismo, l'islam, la religione bahai, l'induismo, il buddhismo e la religione popolare cinese.